# Classe Kearsarge
La classe Kearsarge est une classe de deux cuirassés de 1re classe construits pour l'US Navy au début du XXe siècle. Ils participent au voyage autour du monde de la Grande flotte blanche, étant les plus vieux navires de l'escadre. Ils ne participent à aucun engagement majeur de la Première Guerre mondiale.

## Histoire
En 1896, l’United States Navy dispose de plusieurs classes de cuirassés. Elle possède notamment la classe Indiana, dont la batterie de canons de 330 mm est plus puissante que celle de la plupart de ses contemporains, mais qui n’a pas une très bonne tenue en mer en raison de la faible hauteur des francs-bords et de la masse de son artillerie. Pour corriger ces problèmes, l’USS Iowa (BB-4), lancé en 1896, dispose d’une artillerie principale de 305 mm et compense cette réduction avec huit canons de 203 mm. Toutefois, les officiers de l’US Navy se montrent très critiques vis-à-vis de cette réduction de calibre de l’artillerie principale, qu’ils perçoivent comme un pas en arrière. Par conséquent aucun autre cuirassé n’est construit sur le modèle de l’Iowa et une nouvelle classe est étudié.
Le résultat de ce travail est la classe Kearsarge, composée des USS Kearsarge (BB-5) et USS Kentucky (BB-6), tous deux lancés en 1898. Celle-ci opte pour un calibre intermédiaire de 330 mm pour l’artillerie principale, au prix toutefois d’une partie de l’artillerie secondaire.

## Caractéristiques
Les bâtiments de la classe Kearsarge sont des cuirassés de 114,40 m déplaçant 11 540 t pour un tirant d’eau de 7,20 m. Par rapport aux classes antérieures, ces navires sont plus larges, ce qui permet d’améliorer la stabilité en sacrifiant la vitesse. Celle-ci peut atteindre au maximum 16,5 nœuds (31 km/h), la propulsion étant assurée par deux groupes de machines à vapeur à triple détente développant au total 12 000 ch.
L’armement principal est composé d’une tourelle avant et d’une tourelle arrière disposant chacune de deux canons de 330 mm. Chacune de ces tourelles est coiffée d’un abri circulaire armée de deux canons de 203 mm. Ce dernier n’est pas un élément indépendant mais est solidaire de la tourelle, ce qui oblige à pointer les batteries de 330 mm et de 203 mm d’une tourelle dans la même direction. L’armement secondaire comprend notamment quatorze canons de 127 mm répartis en deux bordées de sept sur chaque bord. Ces canons, qui sont séparés par des cloisons pare-éclats, ont été choisis pour la simple raison qu’il s’agissait du plus gros calibre pour lequel les munitions étaient disponibles sous forme de cartouches. Quatre tubes lance-torpilles de 457 mm complètent l’armement lourd.
La protection est assurée sur les flancs par une ceinture d’une épaisseur maximale de 419 mm et dotée de cofferdams garnis de cellulose comprimée de céréales. Le blindage des ponts est au maximum de 127 mm et celui des tourelles de 432 mm.

## Unités de la classe
| Nom           | Chantier                  | Quille       | Lancement    | Mise en service | Destin                                    |
| ------------- | ------------------------- | ------------ | ------------ | --------------- | ----------------------------------------- |
| USS Kearsarge | Newport News Shipbuilding | 30 juin 1896 | 24 mars 1898 | 20 février 1900 | Transformé en grue portuaire en août 1920 |
| USS Kentucky  | Newport News Shipbuilding | 30 juin 1896 | 24 mars 1898 | 15 mai 1900     | Rayé des listes en mai 1922               |

### Données techniques
| Modèle             | Kearsage |
| ------------------ | --- |
| Longueur (m)       | 114,40 |
| Largeur (m)        | 22 |
| Tirant d’eau (m)   | 7,20 |
| Déplacement        | 11 540 t |
| Membres d’équipage | 554 |
| Motorisation       | 2 groupes de machines à vapeur à triple détente                                                                  |
| Puissance totale   | 12 000 ch |
| Propulsion         | deux arbres |
| Vitesse maximale   | 16,5 nœuds (31 km/h)                                                                                             |
| Cuirassage (mm)    | Ceinture : 241-419 Pont : 70-127 barbettes : 432 maximum Canons secondaires : 229                                |
| Armement           | 2 x 2 canons de 330 mm, 2 x 2 canons de 203 mm, 14 canons de bordée de 127 mm, 4 tubes lance-torpilles de 457 mm |